# Эрри
Эрри́ (фр. Herry) — коммуна во Франции, находится в регионе Центр. Департамент — Шер. Входит в состав кантона Сансерг. Округ коммуны — Бурж.
Код INSEE коммуны — 18110.

## География

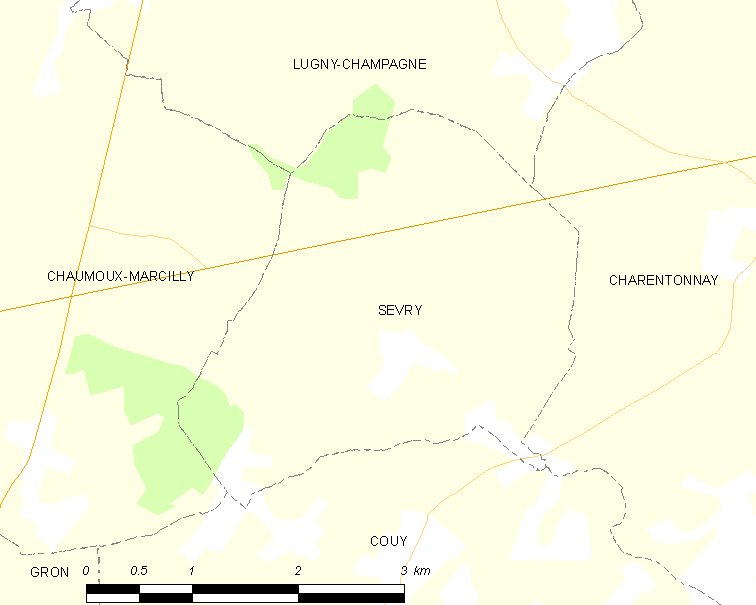
Карта коммуны

Коммуна расположена приблизительно в 190 км к югу от Парижа, в 110 км юго-восточнее Орлеана, в 45 км к востоку от Буржа.
По территории коммуны проходит Боковой канал Луары, вдоль западной границы коммуны протекает река Вовиз, а вдоль восточной — Луара. В 1995 году был создан Национальный заповедник долины Луары.

## Население
Население коммуны на 2008 год составляло 1075 человек.
| 1962 | 1968 | 1975 | 1982 | 1990 | 1999 | 2008 |
| ---- | ---- | ---- | ---- | ---- | ---- | ---- |
| 936  | 1097 | 964  | 1024 | 991  | 1016 | 1075 |

## Администрация
| Период | Период | Фамилия              | Партия       | Примечания |
| ------ | ------ | -------------------- | ------------ | ---------- |
| 1976   | 2008   | Жан Жюпиль           | беспартийный |            |
| 2008   | 2014   | Доминик де Монталиве | беспартийный |            |

## Экономика
В 2007 году среди 641 человека в трудоспособном возрасте (15-64 лет) 464 были экономически активными, 177 — неактивными (показатель активности — 72,4 %, в 1999 году было 62,5 %). Из 464 активных работали 393 человека (217 мужчин и 176 женщин), безработных было 71 (37 мужчин и 34 женщины). Среди 177 неактивных 45 человек были учениками или студентами, 63 — пенсионерами, 69 были неактивными по другим причинам.

## Достопримечательности
- Церковь Сен-Лу (XIII век). Исторический памятник с 1926 года[3]
- Бывшее аббатство Шаливуа ордена цистерианцев
- Замок (XV век)